# Liceum Ogólnokształcące w Sępólnie Krajeńskim
Liceum Ogólnokształcące im. Tadeusza Kotarbińskiego w Sępólnie Krajeńskim – publiczne liceum ogólnokształcące, jedyne w Sępólnie Krajeńskim.
Szkoła została otwarta 15 października 1945. 4 kwietnia 1987 r. patronem szkoły został Tadeusz Kotarbiński. Uzyskała tytuł "Szkoły z klasą" w konkursie organizowanym przez "Gazetę Wyborczą".

## Dyrektorzy
- Kazimierz Brzuski 1945-1949
- Władysław Sławiński-Sławecki 1949-1950
- Edmund Wiesiołowski
- E. Morzyński
- E. Szlezer 1961-1984
- B. Zagrobelna 1984-1989
- Włodzimierz Stawisiński  1989-2014
- Tomasz Cyganek od 2014

## Absolwenci
Absolwentami szkoły są m.in.:
- prof. dr hab. Józef Heldt – fizyk
- prof. dr hab. Danuta Musiał – historyk
- prof. dr hab. Witold Stefański (filolog) – romanista
- ks. Bogdan Wojtuś – biskup katolicki

## Tradycje

### Motto
Lub robić coś,
Kochaj kogoś.
Nie bądź gałganem.
Żyj poważnie.
Tadeusz Kotarbiński

### Współpraca międzynarodowa
Liceum współpracuje ze szkołą w Niemczech, organizując z nią wymiany uczniów.

### Nagrody
Podczas uroczystości pożegnania uczniów klas trzecich (w nieaktualnym już systemie szkolnym), pod koniec kwietnia, wręczane są statuetki Tadeusze. Zostały zaprojektowane przez Jacka Naściszewskiego w 1994 r. Wręcza się je w trzech kategoriach: organizator, twórca i niepokonany. W 2006 nagród nie przyznano. Wraz z Tadeuszami przyznawane są też Złote Trampki, jedne dla najlepszego sportowca, a drugie dla najlepszej sportsmenki w roczniku.

## Osiągnięcia
- Marcin Klon zdobył (2006) tytuł Mistrza Polski Juniorów w pchnięciu kulą.
- Karol Stasiak dwa razy (2005 i 2006) zdobył tytuł laureata w konkursie Kangur Matematyczny.
- Kacper Ziemiński reprezentował Polskę na Igrzyskach Olimpijskich w Pekinie (2008) jako żeglarz